# فرودگاه بین‌المللی ژنرال سانتوس
فرودگاه بین‌المللی ژنرال سانتوس (به انگلیسی: General Santos International Airport) یک فرودگاه همگانی مسافربری با کد یاتا GES است که یک باند فرود بتن دارد و طول باند آن ۳۲۲۱ متر است. این فرودگاه در کشور فیلیپین قرار دارد و در ارتفاع ۱۵۴ متری از سطح دریا واقع شده‌است.

## شرکت‌های هواپیمایی و مقصدهای پروازی

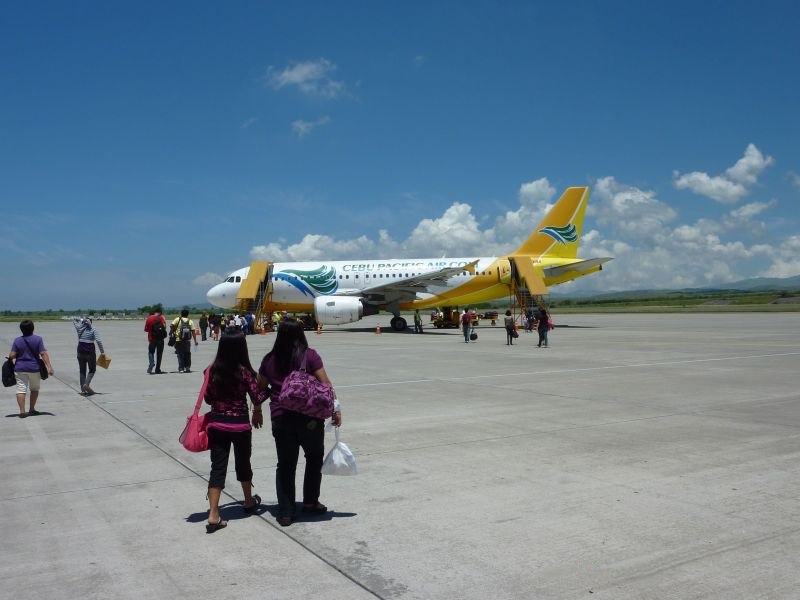
Passengers boarding into a Cebu Pacific Airbus A319

| شرکت‌های هواپیمایی                      | مقصدهای پروازی                     |
| -------------------------------------- | ---------------------------------- |
| سبو پسیفیک                             | مکتان-کبو، ایلوئیلو، نینوی آکوئینو |
| فیلیپین ایرلاینز                       | نینوی آکوئینو                      |
| فیلیپین ایرلاینز اجرا توسط PAL Express | سیبو، ایلوئیلو                     |